# James Z. George
James Z. George (Monroe megye, 1826. október 20. – Gulfport, 1897. augusztus 14.) az Amerikai Egyesült Államok szenátora (Mississippi, 1881–1897).